# Alimata Dosso
Alimata Dosso (16. februar 1979) er en ivoriansk håndboldspiller. Hun spiller på Elfenbenskystens håndboldlandshold, og deltog under VM 2011 i Brasilien.

## Klubber
- Mérignac Handball
- Toulouse Féminin Handball

## Meritter
- Bronze ved All Africa Games i 2007 i Algier sammen med Christine Adjouablé, Céline Dongo, Alimata Dosso, Paula Gondo, Rachelle Kuyo, N'Cho Elodie Mambo, Robeace Abogny, Mariam Traoré, Nathalie Kregbo, Julie Toualy, Candide Zanzan og Edwige Zady.
- Sølv ved Afrikamesterskabet 2008